# 도요사토정
도요사토정(일본어: 豊郷町)은 일본 시가현 동부에 있는 이누카미군의 정이다.

## 지리
우소강 중류 우안에 펼쳐진 이누카미강의 선상지로 전역이 거의 기복이 없는 저지대이다(최고 지점 115m, 최저 지점 95m).

## 역사
- 1889년 4월 1일 - 정촌제 시행으로 이누카미군 도요사토촌과 에치군 히에(日枝)촌이 성립하였다.
- 1956년 9월 30일 - 도요사토촌과 히에촌이 합병해 도요사토촌이 성립하였다.
- 1971년 2월 11일 - 도요사토촌이 정으로 승격해 도요사토정이 되었다.

## 교통

### 철도
- 오미 철도(일본어판) 본선
  - (← 고라정 아마고역(일본어판)) - 도요사토역 (시가현)(일본어판) - (아이쇼정 에치가와역(일본어판) →)

### 도로
- 국도 8호선

## 같이 보기
- 케이온!